# Stora Åsjön (Tvings socken, Blekinge)
Stora Åsjön är en sjö i Karlskrona kommun i Blekinge och ingår i Nättrabyåns huvudavrinningsområde. Sjön har en area på 0,183 kvadratkilometer och ligger 76 meter över havet. Sjön avvattnas av vattendraget Nättrabyån.

## Delavrinningsområde
Stora Åsjön ingår i det delavrinningsområde (625251-147663) som SMHI kallar för Ovan 624661-147656. Medelhöjden är 102 meter över havet och ytan är 23,72 kvadratkilometer. Räknas de 20 avrinningsområdena uppströms in blir den ackumulerade arean 256,82 kvadratkilometer. Avrinningsområdets utflöde Nättrabyån mynnar i havet. Avrinningsområdet består mestadels av skog (79 %). Avrinningsområdet har 0,79 kvadratkilometer vattenytor vilket ger det en sjöprocent på 3,3 %.